# Friedrich Muck-Lamberty
Friedrich Lamberty, známý jako Muck-Lamberty (14. července 1891, Štrasburk – 7. ledna 1984, Oberlahr) byl německý mládežnický vůdce, zastánce reformy života (Lebensreform) a jeden z hlavních Inflačních svatých.

## Život
Pocházel ze čtrnáctičlenné rodiny obchodníka. Ve 14 letech odešel z domova, přišel do kontaktu se společenskými reformátory a živil se jako prodavač zdravé výživy v Brně a ve Stuttgartu, kde roku 1907 potkal "apoštola přírody Gusto Gräsera. Putoval po Německu, Rakousku a Švýcarsku a kreslil, do roku 1913 patřil k okruhu přispěvatelů časopisu Předvoj („Der Vortrupp“). Jako člen mládežnického hnutí, jehož hlavním spolkem byli "Stěhovaví ptáci" (Wandervogel) roku 1913 na Prvním dnu svobodné německé mládeže spolu s Hansem Paasche založil kroužek přátel Gusto Gräsera („Freundeskreis für Gusto Gräser“).
Po vypuknutí První světové války byl jako dobrovolník s dalšími mladými lidmi umístěn na Helgoland jako součást experimentální vegetariánské námořní jednotky. Stal se členem pravicové Deutschen Vaterlandspartei, která se zasazovala o pokračování války všemi prostředky. Revoluce roku 1918 pro něj znamenala příležitost k etnickému znovuzrození Německa. Její součástí byl vznik různých chiliastických a soteriologických sekt a tzv. Inflačních proroků. Pro své příznivce se Lamberty stal průkopníkem nové éry a kazatelem.
V květnu 1920 vedl skupinu mládeže z Hartensteinu na letniční slavnosti v Kronachu a vytvořil z nich základ skupiny "Neue Schar" (Nový dav), se kterou putoval městy. Kázal program Revoluce duše (Revolution der Seele), zpíval a tančil na melodie lidových písní se stovkami mladých, kteří ho následovali. V Erfurtu už bylo v tančícím davu přes 10 000 lidí. Hermann Hesse ve své Cestě na východ popisuje tuto cestu dětí zdevastovaných válkou a zklamaných zdánlivou marností krvavých obětí. Proto je přitahovaly bakchantské tance i radikální anabaptismus.
V Jeně se k nim připojil Gusto Gräser a později také Theodor Plievier. Koncem roku se skupina mladých usadila v nedostavěné ubytovně v Leuchtenburgu. Lamberty prosazoval vegetariánství, abstinenci a nekuřáctví a "očistu duše". Jako kazatel věřil ve zrod nového spasitele a pokusil se zplodit novou rasu žijící v Kristu, ale jedna z žen, které s ním sdílely lože ho ze žárlivosti udala. Lamberty byl vyslýchán a musel Leuchtenburg opustit. Vzpomněl si na své předválečné plány vytvořit dřevoobráběcí řemeslnou dílnu a počátkem roku 1921 s částí skupiny odešel do Naumburgu, kde jím založená rukodělná výroba „Naumburger Werkschar“ brzy prosperovala. Lamberty se v roce 1922 oženil a skandál postupně uhasl.
Za velké hospodářské krize ve 30. letech byl znovu aktivní, promluvil na Náboženském týdnu organizovaném Maxem Schulze-Söldem a navázal kontakty s křesťanským mládežnickým spolkem na levém křídle NSDAP. Nakonec odmítl masovou ideologii a udržel si odstup.
V roce 1947 obnovil svou dílnu pod názvem „Holzwaren für Haus und Wirtschaft“, zaměstnal až 100 lidí a byl vyznamenán ministrem. Po problémech se sovětskou okupační mocí roku 1951 uprchl během Lipského veletrhu do Západního Německa. Nadále udržoval víru ve Krista Spasitele, ale vítal politický vývoj v Číně a na Kubě. Stejně tak vnímal studentské bouře v 60. letech jako nové probuzení vzpurného ducha mládí.